# Kyle Guy
Kyle Joseph Guy, né le 11 août 1997 à Indianapolis dans l'Indiana, est un joueur américain de basket-ball évoluant aux postes de meneur et arrière.

## Biographie

### Carrière junior
Kyle Guy a fréquenté la Lawrence Central High School à Indianapolis, dans l’Indiana. Il a étudié les lettres pendant quatre ans à Lawrence Central. Le 18 janvier 2016, il a été sélectionné pour le All-American McDonald. Après avoir récolté en moyenne 23,5 points, 5,6 rebonds et 3,7 passes au cours de sa saison senior, il a été choisi comme M. Basketball de l’Indiana. Le 20 octobre 2014, Guy s’est engagé à jouer au basket-ball universitaire en Virginie, plutôt que les offres d’écoles comme la Californie, Xavier et l’Indiana. Il joue pour les Cavaliers de la Virginie.
Le 22 novembre 2016, à son quatrième match universitaire en carrière, Kyle Guy a inscrit 20 points et 5 tir à 3 points réussis contre les Tigers de Grambling State. En première année, il a obtenu en moyenne 7,5 points par match et a tiré 49,5 % de la ligne de trois points. Le 17 novembre 2017, Kyle Guy a marqué 29 points, un record en carrière, lors d'une victoire de 76-67 contre les Rams de VCU. Il a marqué 22 points, dont cinq à trois points, lors d’une victoire de 76 à 67 face au Orange de Syracuse le 10 janvier 2018. Dans le tournoi ACC 2018, il a mené les Cavaliers en finale du tournoi de conférence, où il a obtenu en moyenne 16,7 points par match, ce qui lui a valu le titre de MVP du tournoi.
Avant la saison 2018-2019, Kyle Guy a été nommé aux listes de pré-saison pour le prix Jerry West, le prix John R. Wooden et le prix du joueur de l’année du Collège Naismith,,.
Kyle Guy a établi un nouveau record de carrière avec 30 points contre les Thundering Herd de Marshall le 31 décembre 2018. Il a enregistré son premier double-double collégial avec 25 points et 10 rebonds le 30 mars 2019, contre les Boilermakers de Purdue dans le tournoi du championnat universitaire 2019, aidant les Cavaliers à accéder au premier Final Four du programme depuis 1984. Le 6 avril 2019, lors du match contre les Tigers d'Auburn, il a inscrit trois lancers francs consécutifs avec plus que 0,6 seconde au chronomètre après avoir été victime d’une faute dans un coin, permettant aux Cavaliers d'atteindre leur premier match pour le titre de championnat national. Kyle Guy a marqué 24 points lors de la victoire, 85 à 77, de son équipe, après prolongation, lors de la finale et a été nommé le joueur le plus remarquable du tournoi.

### Carrière professionnelle
Kyle Guy est sélectionné en 55e position lors de la draft 2019 de la NBA par les Knicks de New York. Ses droits sont immédiatement échangés contre ceux d'Ignas Brazdeikis avec les Kings de Sacramento.

#### Début en NBA et passage en G-League (2019-2022)
Le 7 juillet 2019, il signe un contrat two-way avec les Kings de Sacramento pour les deux saisons à venir. Il participe à la NBA Summer League 2019 avec les Kings. Durant toute la saison 2019-2020, il va faire la navette entre la NBA et la NBA Gatorade League avec les Kings de Stockton, l'équipe affiliée aux Kings de Sacramento. Il commence sa saison en G-League. Il a marqué 42 points avec Stockton lors d'une victoire contre les Wolves de l’Iowa le 1 décembre 2019. Kyle Guy a fait ses débuts en NBA le 10 janvier 2020 contre les Bucks de Milwaukee. Le 18 janvier 2020, Guy a marqué 37 points et a marqué sept trois points pour Stockton dans une défaite de 147-117 contre les Blue d’Oklahoma City. Le 21 février 2021, Guy a marqué 9 points en 9 minutes de jeu pour les Kings de Sacramento contre les Bucks de Milwaukee, sur une réussite au tir de 4 en 5.
En août 2021, Kyle Guy rejoint les Warriors de Golden State pour la NBA Summer League 2021. Il a fait ses débuts en Summer League avec 15 points en 17 minutes de jeu contre le Magic d'Orlando. Le 27 septembre 2021, il a signé avec les Cavaliers de Cleveland pour leur camp d'entraînement, mais a été coupé le 16 octobre. Le 23 octobre 2021, il a signé avec les Charge de Cleveland en G-League en tant que joueur affilié pour la saison 2021-2022.
Le 30 décembre 2021, il signe un contrat de 10 jours en faveur du Heat de Miami. Le 10 janvier 2022, il signe un second contrat de 10 jours. Lors de son premier match après la signature de son contrat, il inscrit 17 points dont 4 paniers à trois points. Le 17 janvier 2022, son contrat est transformé en contrat two-way. Durant son passage à Miami, il est assigné en G-League avec les Skyforce de Sioux Falls avec qui il dispute six matchs pour des moyennes par match de 15,7 points, 3,5 rebonds et 3 passes décisives. Le 24 mars 2022, il est coupé par les Heat.
Le 28 mars 2022, il retourne avec les Charge de Cleveland pour finir la saison 2021-2022 (avec qui il avait disputé la Showcase Cup en début de saison) après avoir joué seulement 19 matchs avec les Heat.

#### Carrière en Europe (depuis 2022)
Le 22 juillet 2022, Kyle Guy quitte les États-Unis pour le championnat espagnol où il s'engage avec la Joventut Badalona. Durant la saison 2022-2023, il dispute 40 matchs de championnat pour des moyennes par match de 12,8 points, 1,8 rebond et 2,1 passes décisives en 23 minutes de jeu. Il dispute également 21 matchs de la BKT EuroCoupe avec des moyennes par match de 11,8 points, 1,8 rebond et 2,6 passes décisives en 22 minutes de jeu. Il atteint la demi finale de l'EuroCoupe mais y est éliminé par le CB Gran Canaria sur le score de 86 à 89.
Début juillet 2023, il reçoit une offre pour rejoindre le club de Valence Basket Club, toujours dans le championnat espagnol. Finalement, le 14 juillet 2023, il s'engage pour deux saisons dans le championnat grec avec le Panathinaïkos avec qui il va découvrir l'Euroleague. Le 1er janvier 2024, le club grec officialise le départ de Kyle Guy qui aura disputé 8 matchs d'EuroLeague avec une moyenne par match de 4 points en 10 minutes de jeu, ainsi que 6 matchs de championnat avec une moyenne par match de 6,8 points en 22 minutes de jeu.  
Le 1er janvier 2024, il retourne en Espagne en s'engageant avec le CB Canarias. Il dispute 17 matchs de championnat pour des moyennes par match de 14,3 points et 2,1 passes décisives. 
En août 2024, il annonce mettre fin à sa carrière de joueur professionnel. 

### En équipe nationale
En avril 2024, il est en passe d'obtenir un passeport polonais afin de pouvoir jouer avec la Pologne.

### Carrière d'entraîneur
Juste après la fin de sa carrière de joueur, il rejoint l'université de Virginie et devient assistant coach pour l'équipe masculine des Cavaliers de la Virginie. En octobre 2024, après la retraite surprise de Tony Bennett, Ron Sanchez (en) est promu entraîneur-chef par intérim et Kyle Guy occupe ses fonctions pour la saison 2024-2025. Au printemps 2025, après une saison décevante, la directrice sportive de Virginie, Carla Williams (en), annonce que Sanchez ne sera pas retenu suite à l'embauche de Ryan Odom (en). Par la suite, il quitte le programme pour « rechercher une nouvelle opportunité d'entraînement ».
Le 11 avril 2025, il rejoint l'université du Nevada et les Wolf Pack du Nevada en tant qu'assistant coach sous la direction de Steve Alford.

## Statistiques

### Statistiques universitaires
Les statistiques par match en universitaire de Kyle Guy sont les suivantes :
| Saison    | Équipe   | Matchs | Titul. | Min./m | % tir | % 3pts | % LF | Rbds./m. | Pass/m. | Int/m. | Ctr/m. | Pts/m. |
| --------- | -------- | ------ | ------ | ------ | ----- | ------ | ---- | -------- | ------- | ------ | ------ | ------ |
| 2016-2017 | Virginie | 34     | 7      | 18,6   | 43,9  | 49,5   | 71,4 | 1,7      | 1,3     | 0,4    | 0,0    | 7,5    |
| 2017-2018 | Virginie | 34     | 33     | 32,4   | 41,5  | 39,2   | 82,4 | 2,6      | 1,5     | 1,0    | 0,0    | 14,1   |
| 2018-2019 | Virginie | 38     | 38     | 35,4   | 44,9  | 42,6   | 83,3 | 4,5      | 3,1     | 0,7    | 0,1    | 17,4   |
| Carrière  | Carrière | 106    | 78     | 29,1   | 43,3  | 42,5   | 80,6 | 3,0      | 2,1     | 0,7    | 0,0    | 12,9   |

### En NBA
Les statistiques par match en NBA de Kyle Guy sont les suivantes:
| Saison    | Équipe     | Matchs | Titul. | Min./m | % tir | % 3pts | % LF | Rbds./m. | Pass/m. | Int/m. | Ctr/m. | Pts/m. |
| --------- | ---------- | ------ | ------ | ------ | ----- | ------ | ---- | -------- | ------- | ------ | ------ | ------ |
| 2019-2020 | Sacramento | 3      | 0      | 3,3    | 40,0  | 0,0    | –    | 0,3      | 0,3     | 0,0    | 0,0    | 1,3    |
| 2020-2021 | Sacramento | 31     | 0      | 7,6    | 33,0  | 28,3   | 80,0 | 1,1      | 1,0     | 0,2    | 0,0    | 2,8    |
| 2021-2022 | Miami      | 19     | 0      | 9,8    | 40,0  | 35,0   | 66,7 | 0,9      | 0,9     | 0,4    | 0,1    | 3,9    |
| Carrière  | Carrière   | 53     | 0      | 8,1    | 36,1  | 30,3   | 75,0 | 1,0      | 0,9     | 0,2    | 0,0    | 3,1    |

### En NBA Gatorade League
Les statistiques par match en NBA Gatorade League de Kyle Guy sont les suivantes:

#### En saison régulière
| Saison    | Équipe      | Matchs | Titul. | Min./m | % tir | % 3pts | % LF | Rbds./m. | Pass/m. | Int/m. | Ctr/m. | Pts/m. |
| --------- | ----------- | ------ | ------ | ------ | ----- | ------ | ---- | -------- | ------- | ------ | ------ | ------ |
| 2019-2020 | Stockton    | 37     | 29     | 36,9   | 41,3  | 40,0   | 75,8 | 3,4      | 4,8     | 1,1    | 0,2    | 21,5   |
| 2021-2022 | Sioux Falls | 6      | 0      | 29,3   | 47,8  | 40,5   | 75,0 | 3,5      | 3,0     | 0,3    | 0,8    | 15,7   |
| 2021-2022 | Cleveland   | 3      | 3      | 42,7   | 40,8  | 28,6   | 75,0 | 6,0      | 5,7     | 1,3    | 0,3    | 28,0   |
| Carrière  | Carrière    | 46     | 32     | 41,8   | 41,8  | 39,0   | 75,7 | 3,6      | 4,6     | 1,0    | 0,3    | 21,1   |

#### Showcase Cup
| Saison    | Équipe    | Matchs | Titul. | Min./m | % tir | % 3pts | % LF | Rbds./m. | Pass/m. | Int/m. | Ctr/m. | Pts/m. |
| --------- | --------- | ------ | ------ | ------ | ----- | ------ | ---- | -------- | ------- | ------ | ------ | ------ |
| 2021-2022 | Cleveland | 12     | 10     | 32,2   | 45,1  | 36,3   | 75,9 | 7,2      | 4,0     | 0,8    | 0,4    | 20,0   |
| Carrière  | Carrière  | 12     | 10     | 32,2   | 45,1  | 36,3   | 75,9 | 7,2      | 4,0     | 0,8    | 0,4    | 20,0   |